# Pierre du Mage
Pierre Du Mage (ou Dumage), (n. à Beauvais, 23/11/1674 - m. Laon 2/10/1751), foi um organista e compositor francês.

## Biografia
Seu pai, também chamado Pierre, organista da Catedral de Saint-Pierre de Beauvais, casou a 5 de junho de 1674 com Marie Du Pré nascendo cinco filhos (três meninos e duas meninas), sendo o nosso compositor e organista Peter o filho mais velho. Seu pai foi certamente o seu primeiro professor.
Aos vinte anos Pierre Du Mage vai para Paris, onde estudou com Louis Marchand, organista da Capela Real. Lá ele conheceu Nicolas Lebègue, organista da Capela Real. Em 1703, provavelmente, graças à recomendação de Nicolas Lebègue foi nomeado organista de um novo órgão monumental do Royal College of Saint-Quentin que Robert Clicquot terminou em 1708. Dedicou o seu primeiro livro de órgão ao Capítulo desta igreja. Em 1710, depois de quase 8 anos de serviço em Saint-Quentin, ele ganhou o concurso para titular como organista da Catedral de Laon.
Em 1711, aos 38 anos, casou-se pela primeira vez com Benoite Carpeau. Terá uma única filha. Ele é qualificado no contrato de casamento "Conselheiro do Rei". A 27 de abril de 1712, o capítulo da catedral dá o seu consentimento para a publicação de um segundo livro órgão que nunca foi encontrado até hoje. De 1714-1716, Pierre du Mage liderou os trabalhos do seu órgão pelos organeiros do Rei, Robert Clicquot e Alexandre Clicquot. Tinha também a seu cargo o ensino dos meninos de coro, mestre de música e o ensino do órgão. Ele negligenciou os seus deveres, o que levou às relações cada vez mais difíceis com os supervisores do Capítulo. Depois de várias advertências, o Capítulo reteve o seu salário. Renunciou 30 de março de 1719 e pareceu definitivamente abandonar a carreira de músico para ocupar o cargo de superintendente de cargas e depósitos de sal do Rei na cidade de Laon.
Viúvo em 1732, casou-se com a segunda esposa Maria Madalena Dagneau de quem teve cinco filhos.
Em 1733, juntamente com Nicolas Clérambault, Daquin e Calviere, recebe o novo órgão monumental de Notre-Dame de Paris, construído por François Thierry. Isto sugerira que não teria completamente abandonado suas atividades de organista, a não ser enquanto profissional, pelo menos voluntariamente e que a sua boa reputação foi mantida.

## Obra para Órgão Publicada
O seu primeiro Livro de Órgão "A Messieurs les Vénérables Doyen, Chanoines et Chapitre de l’Église Roïale de Saint Quentin", publicado em 1708, é toda a sua obra que nos chegou. Por isso é muito pequena, mas de muito alta qualidade (uma Suite de oito peças de 1º Tom: Plein Jeu, Fugue, Trio, Tierce en Taille, Basse de Trompette, Récit, Duo, Grand Jeu) e está situada à altura da Escola Francesa do Órgão Barroco, como as peças de François Couperin, Nicolas de Grigny, Louis Marchand ou Louis-Nicolas Clerambault.